# Духовне християнство
 Духо́вне христия́нство — течія російського релігійного різнодумства (сектантства), що відокремилася від православ'я. Для духовних християн характерне алегоричне тлумачення Біблії, заперечення складного православного богослужіння, заперечення церковної ієрархії, наближення до народної традиції (у тому числі пісенної), в повсякденному житті прагнення суворіше дотримуватися біблійних заповідей. Згідно з опублікованою у 1901 році книгою «Распределения старообрядцев и сектантов по толкам и сектам», розробленою статистичним комітетом міністерства внутрішніх справ, духовні християни належали до так званих раціоналістичних сект, на противагу містичним сектам, таким як скопці, хлисти та мальованці. Однак такий поділ не відповідає класифікації, прийнятій у сучасному релігієзнавстві.
У Російській імперії традиційно до духовних християн відносили такі течії:
- Духобори
- Молокани
- Суботники
- Стрибуни
- Максимісти
- Духижизники

Штундисти можуть бути віднесені до духовного християнства умовно. Походячи з числа німецьких колоністів у Росії, вони стали базою для розвитку євангельського християнства, що вважається різновидом протестантизму.

## Історія духовного християнства в Росії
В кінці XVII — початку XVIII ст. у Росії виникли невеликі релігійні групи, послідовників яких прийнято називати духовними християнами. Вони близькі до вчення квакерів. Для всіх цих течій властиве замкнуте життя, засноване на ідеалах рівності, братерства і самовдосконалення. Загальна риса їх світогляду — негативне ставлення до Церкви як загрузлої у гріху людської установи, що не має святості. Віра, з точки зору духовних християн, повинна сповідатися вільно, і ніхто не має права визначати її правила. У цьому сенсі духовні християни дуже схожі з протестантами. Не випадково протестантські течії баптистів, адвентистів, п'ятидесятників та інших, які пізніше почали проникати в Росію, як поживне середовище використовували саме духовних християн.
У Росії послідовники цих течій піддавалися переслідуванням, були змушені переселятися в малонаселені райони, емігрували за кордон. 17 квітня 1905 року був прийнятий Об Укреплении Начал Веротерпимости (1905) Указ «Про зміцнення підстав віротерпимості», що дозволив вихід з Православної Церкви. Були скасовані законодавчі обмеження щодо старообрядців і послідовників інших релігійних течій. Проте, вихід духовних християн з Росії на цьому не закінчився. У скрутному становищі перебували ці групи і в радянський період.
Серед течій духовних християн виділяються христовіри (або хлисти), скопці, духобори (або духоборці), молокани, стрибуни та інші.
Христовіри вважали, що Христос може вселитися в кожну людину, але для цього необхідний суворий аскетизм і молитва — «радіння», коли віряни приводять себе у стан релігійного екстазу. Деякі христовіри бичували себе або завдавали собі каліцтва (звідси, можливо, і пішла назва — хлисти). Крайня група христовірів — скопців вважала вершиною досконалості самокастрацію чоловіків і жінок. За цією ознакою скопці можуть бути віднесені до розряду небезпечних бузувірських сект.
Частина христовірів, об'єднавшись у товариство «Новий Ізраїль», у 1914 р. емігрувала в Уругвай. Зараз на Північному Кавказі збереглися невеликі групи христовірів. Зрідка з'являються повідомлення про діяльність скопців.
Слово «духобори» можна пояснити двояко: як борці «за Святий Дух», або як «борці зі Святим Духом» (можливо, так прозвали їх діячі Церкви). Послідовники цієї секти відкидають Церкву, ікони, хрести, виступають за офіційну рівність людей. Замість Біблії вони читають власну «Животну книгу» (книгу життя), яка складається з псалмів, написаних самими духоборами. У долі духоборів брав участь Лев Толстой: на його кошти у кінці ХІХ століття були зафрахтовані пароплави для їх масового переселення в Канаду.
Частина духоборів живе в Росії (на Північному Кавказі і в деяких інших районах). У 1991 р. відбувся з'їзд духоборів Росії, на якому вони створили свою організацію.
Назва «молокани» теж пояснюється по-різному: від назви річки Молочна до якогось «духовного молока», яким вони «харчуються». Молокани визнають Біблію, але, порівняно з духоборами, їх погляди більш помірковані. Під час служби вони читають Біблію і співають псалми. Молокани очікують швидкого пришестя Христа і встановлення Царства Божого на землі.
У світі близько 300 тис. молокан, вони живуть у США, Канаді, Латинській Америці, Туреччині. В основному це емігранти з Росії. Деякі молокани зараз повернулися на батьківщину. На Північному Кавказі, у Закавказзі, в Україні і в Центральному районі Росії є громади молокан.
У 1991 р., так само як і духобори, молокани Росії провели свій з'їзд і об'єдналися в союз.
Відгалуженням молокан є секта стрибунів (під час молитви вони приходять у стан екстазу, в чому подібні з христовірами). В Азербайджані та Вірменії збереглися невеликі групи вірян цього напрямку.
Громади христовірів, молокан і духоборів прийнято називати «старими російськими сектами», щоб відрізняти їх від груп протестантів, що поширилися в пізніший час.